# Jasienica Mazowiecka
Jasienica Mazowiecka – przystanek osobowy Polskich Kolei Państwowych obsługiwany przez Koleje Mazowieckie. Położony jest przy ulicy Centralnej i Przejazdowej we wsi Jasienica w powiecie wołomińskim, w województwie mazowieckim, w Polsce. Według klasyfikacji PKP ma kategorię dworca lokalnego.
Na przystanku zatrzymują się wszystkie pociągi podmiejskie przejeżdżające linią kolejową D29-6 Zielonka – Kuźnica Białostocka
W odległości paruset metrów na zachód od przystanku przebiega na wiadukcie i wysokim nasypie linia kolejowa nr 13 w relacji Krusze–Pilawa, lecz potocznie linia ta przez okolicznych mieszkańców nazywana jest „torami na Mińsk”.

## Ruch pasażerski[2]
| Rok  | Wymiana pasażerska na dobę |
| ---- | -------------------------- |
| 2017 | 1000-1500                  |
| 2018 | 1000-1500                  |
| 2019 | 1000-1500                  |
| 2020 | 700-999                    |
| 2021 | 1000-1500                  |
| 2022 | 1000-1500                  |
| 2023 | 1000-1500                  |

## Opis przystanku

### Perony
Przystanek składa się z dwóch wysokich peronów bocznych o długości 202 metrów (po jednej stronie każdego krawędź peronowa):

### Budynek przystanku

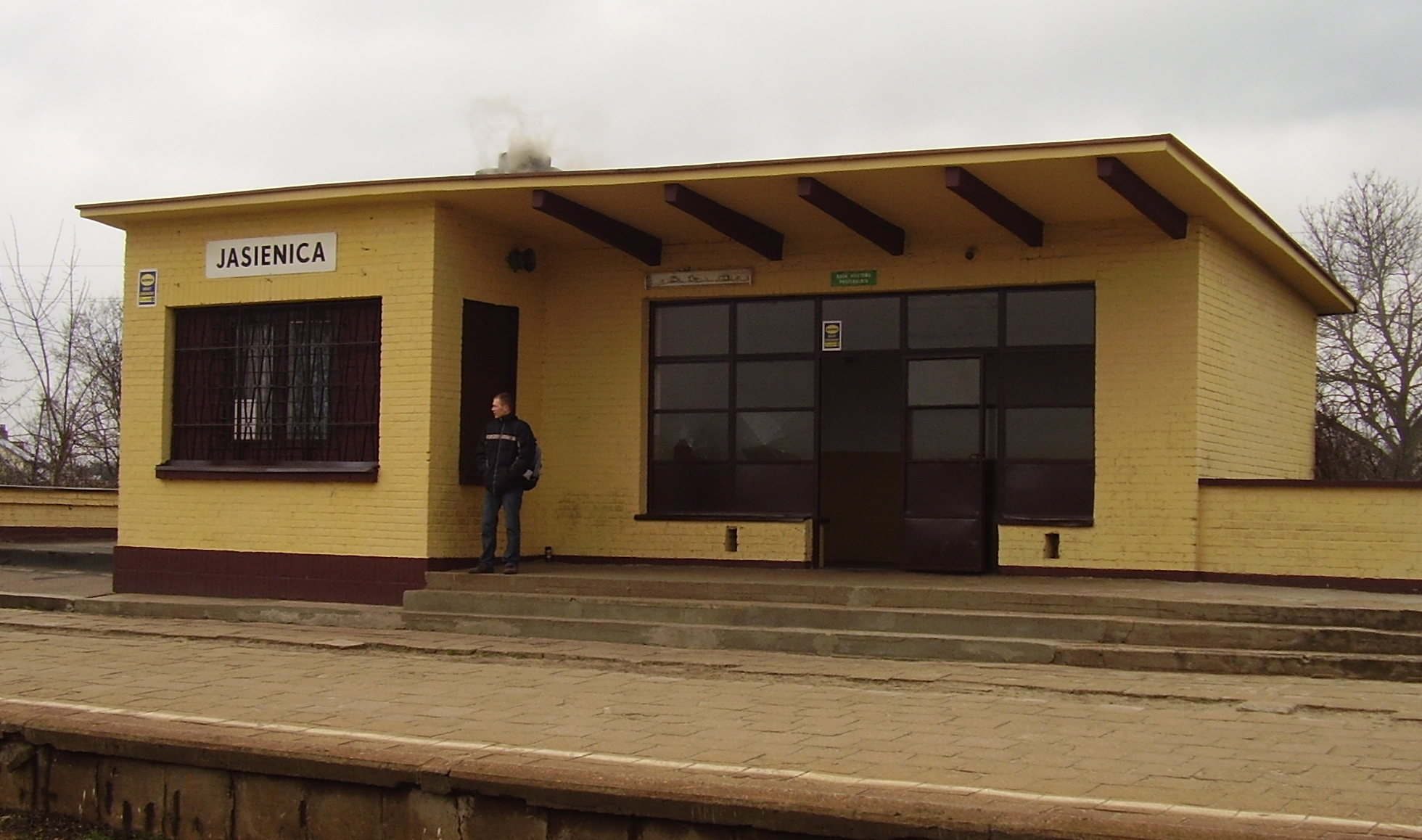
Budynek przystanku Jasienica Mazowiecka

Budynek przystanku znajduje się przy peronie drugim.
Budynek murowany, parterowy. W jednej jego części znajduje się poczekalnia, a w drugiej stanowisko kasowe i zaplecze. Część przedłużonego dachu budynku stanowi małą wiatę. Na zewnątrz, na ścianie budynku przymocowany jest megafon.
Wyposażenie:
- mała poczekalnia,
- kasa biletowa (czynna codziennie od 5:30 do 17:00),
- tablice informacyjne (rozkład jazdy, informacje o biletach itp.).

### Przejazd kolejowo-drogowy
Przy wejściach na perony, po ich zachodniej stronie, znajduje się przejazd kolejowo-drogowy. Jest zabezpieczony sygnalizacją świetlną. Znajduje się w ciągu ulicy Centralnej i Przejazdowej.